# توتبو
توتبو (به سوئدی: Totebo) یک منطقهٔ مسکونی در سوئد است که در بخش وسترویک در شهرستان کالمار واقع شده‌است.
توتبو ۰٫۵۰ کیلومتر مربع مساحت و ۲۳۹ نفر جمعیت دارد.